# Carcinomatosi
La carcinomatosi o carcinosi és un càncer disseminat, una forma de metàstasi, tant si s'utilitza de manera generalitzada com en patrons específics de propagació.

## Ús
La carcinomatosi es limita sovint a tumors d'origen epitelial, els adenocarcinomes, mentre que la sarcomatosi descriu la disseminació de tumors d'origen mesenquimàtic, sarcomes.

## Pulmó

### Carcinomatosi limfangítica
Quan la majoria dels tumors es metastatitzen al pulmó, formen nòduls diferents, però al voltant del 7% s'estenen pels vasos limfàtics del pulmó. Poden alterar la respiració de diverses maneres; el pulmó es torna més rígid; els vasos sanguinis que viatgen al costat dels vasos limfàtics distesos es comprimeixen.

### Carcinomatosi mil·liar
S'ha descrit un patró de metàstasis nodulars petites petites com a carcinomatosi mil·liar que té un aspecte radiogràfic similar a la tuberculosi miliar.

## Cavitats corporals
Qualsevol espai potencial es pot sembrar amb cèl·lules tumorals que creixen al llarg de les superfícies, però que poden no envair-les per sota de les superfícies. En casos rars, els espais articulars es veuen afectats.

### Carcinomatosi peritoneal

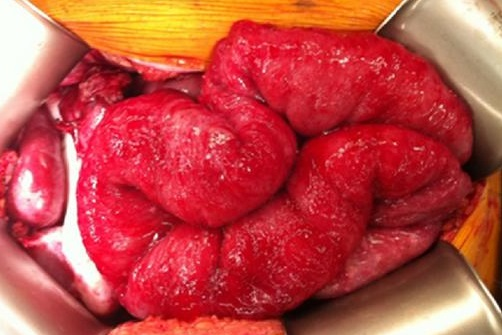
Intestins amb carcinomatosi peritoneal per càncer gàstric, que apareixen com una superfície serosa granulosa.

El revestiment de la cavitat abdominal és un lloc comú per a la disseminació superficial. Els carcinomes d'ovari són freqüents. El fluid produït per les cèl·lules pot produir ascites, típic de la carcinomatosi, però menys freqüent en la sarcomatosi peritoneal. El líquid pot ser serós, tal com es veu en el carcinoma peritoneal primari o mucinós, com el que es troba en el pseudomixoma peritoneal, que normalment és un càncer d'apèndix.

### Carcinomatosi pleural
S'associa amb embassament pleural maligne i mal pronòstic.

### Carcinomatosi leptomeníngea
La cobertura meningeal pot ser el lloc del creixement del tumor. El càncer de mama, el de pulmó i el melanoma són els tumors més freqüents.

## Tractament
Els pacients amb càncer colorectal amb afectació peritoneal es poden tractar amb quimioteràpia basada en oxaliplatí o irinotecan. No s'espera que aquest tractament sigui curatiu, però pot allargar la vida dels pacients. Alguns pacients poden curar-se mitjançant quimioteràpia intraperitoneal hipertèrmica, però el procediment comporta un alt grau de risc de morbiditat o mort.